# خالق‌وردی
خالق وردی، روستایی از توابع بخش گل‌تپه شهرستان کبودرآهنگ در استان همدان ایران است

## جمعیت
این روستا در دهستان مهربان سفلی قرار دارد و براساس سرشماری مرکز آمار ایران در سال ۱۳۹۵، جمعیت آن ۳۷۲ نفر (۱۱۳خانوار) بوده‌است.